# 克拉伦斯·奥古斯塔斯·钱特
克拉伦斯·奥古斯塔斯·钱特（Clarence Augustus Chant，1865年5月31日—1956年11月18日）是一位加拿大天文学家暨物理学家。

## 生平
1865年5月31日，他出生在安大略省哈格曼斯角（Hagermans Corners），父母名叫克里斯托弗·钱特（Christopher Chant）和伊丽莎白·克罗夫特（Elizabeth Croft）。1882年曾就读于马卡姆高中，在那里他的数学天赋开始展现。毕业后，又继续在多伦多接受教育。1884年开始担任教练，在接下来的三年时间里，他任教于奥斯弗里镇（Osprey Township）麦克斯韦学校。
1887年始，他进入多伦多大学学习数学和物理。1890年毕业后，成为渥太华一名公务员，担任审计长办公室临时职员。由于前景有限，他在这一岗位任职时间很短，但到1891年，他获得了多伦多大学奖学金，次年他被任命为物理学讲师。
在大学工作期间，他对天文学产生了兴趣，1892年加入了加拿大皇家天文学会。从1904年到1907年任该学会主席，并一直负责学会杂志编辑工作直止1956年。他还为《学报》和《年度观察家手册》撰写过一些文章。
1894年，他与琼·莱德劳（Jean Laidlaw）结婚，俩人生有两个女儿和一个儿子。1900年他获得硕士学位，并获准到哈佛大学攻读博士学位。1901年在取得博士学位后返回了多伦多。1905年，他在多伦多大学开设了光学天文学课程，并成为1924年前该大学唯一一名天文学家。他曾游说多伦多市建立一所天文台，但由于一战的到来，该项目搁浅。
在他一生的职业生涯中，他参加过五次日食观测，包括1922年为认证爱因斯坦有关大质量天体会导致光线发生偏转理论的一次远征。他进行过X射线摄影的早期研究。1928年，出版了《我们奇妙的宇宙》一书。
最终，在1935年，经多年不懈努力和大卫·亚力山大·邓拉普（David Alexander Dunlap）矿业家族的资金支持下，他终于实现了在加拿大建立一所世界级天文观察台-大卫·邓拉普天文台的愿望。当天文台开放时，他从大学退休，搬进了里士满山天文台大楼。他于1956年11月18日月食时去世，享年91岁，当时他仍住在该天文台。

## 荣誉和纪念
- 他被认为是“加拿大天文之父”；
- 小行星3315 钱特就是以他的名字命名的；
- 月球上的钱特陨石坑也是以他的名字命名的。

## 备注
1. ↑  海伦 S. 霍格. . 加拿大百科全书. 1956-11-18  [2012-03-06]. （原始内容存档于2011-06-08）.
2. ↑  Hockey, Thomas. . Springer Publishing. 2009  [August 22, 2012]. ISBN 978-0-387-31022-0. （原始内容存档于2019-12-13）.

- D. H. Menzel; M. Minnaert; B. Levin; A. Dollfus; B. Bell. . Space Science Reviews. 1971, 12 (2): 136. Bibcode:1971SSRv...12..136M. doi:10.1007/BF00171763.
- Russell, C.A. . RASC Journal. 1999, 93: 11. Bibcode:1999JRASC..93...11R.
- Rynor, Michah. . University of Toronto. 2000-09-01  [2006-11-04]. （原始内容存档于2006-10-31）.
- . The Canadian Encyclopedia.   [2006-11-04]. （原始内容存档于2011-06-08）.